# 胡锦涛中共二十大离场事件
2022年10月22日，在中国共产党第二十次全国代表大会闭幕会上，前中国共产党中央委员会总书记胡锦涛在时任总书记习近平示意后被孔绍逊和另一名不明身份人员带离会场。当时各国新闻媒体都已进入会场，事件成为国际报道的焦点，并在此后一段时间引发世界媒体各种讨论与猜测。

## 事件经过
据《阿贝赛报》记者拍摄的照片以及亚洲新闻台和记者拍摄的视频。在闭幕会中途（三项人事选举投票结束，媒体进场后），中共二十大主席团常委胡锦涛正在查看桌上的文件，其中第一页为人事选举监票人、总监票人名单，名单下方另有三册文件，其中最上面一册是二十大关于《中国共产党章程（修正案）》的决议，而最底下一册是二十大关于十九届中央委员会报告的决议。胡锦涛左手侧的栗战书先是将名单等文件压到红色选票夹下，后直接将文件从胡锦涛面前抽走，这些动向也引起胡锦涛右侧的习近平注意。在习近平示意后，习近平贴身秘书、中共中央办公厅副主任、秘书局局长、二十大代表孔绍逊（由中央和国家机关代表会议选出）首先赶来，并在习近平对他进行吩咐后离去。
此后，根据前述媒体来源，以及《海峡时报》、法新社、美联社、路透社、盖帝图像等其他媒体记者拍摄的现场画面，一位戴着口罩的不明身份人员也赶来。在习近平指着文件对不明身份人员交代约20秒之后，此人试图将胡锦涛带走。胡显示出抗拒。不明身份人员先是双手伸到胡腋下，企图抱起未果，胡反而伸手去拿习近平桌面上的文件，被习近平亲手压住，在不明身份人员转而与胡锦涛耳语并数次尝试之后，胡锦涛才起身，但仍未立刻离开，而且多次试图坐下。此时，栗战书已将胡锦涛的文件放在选票夹下从后方交给不明身份人员，胡锦涛伸手去取此人手中自己的文件，未果。最后，胡锦涛终于离场，并在临走经过习近平时，俯身向习近平短暂交代，又拍了拍坐在习近平右手位的李克强的肩膀，然后在不明身份人员和孔绍逊随护中离场。约半小时后，孔绍逊回到习近平身边并在短暂交谈后离去。彭博新闻社、《华尔街日报》及《纽约时报》等媒体根据现场照片和视频对事件经过进行了详细描述。
事件发生在表决十九届中央委员会报告、十九届中央纪委工作报告和中共党章修正案之前，胡锦涛因此缺席表决过程。随后的正式投票结果显示，所有决议均获得一致通过，没有弃权或反对票。同日胡锦涛被带离前还选举产生了第20届中央委员会，习近平和王沪宁当选新一届中央委员，李克强、栗战书、汪洋则不在委员名单中。
事发当日（22日）公布的中共第二十届中央委员名单中，兩名1955年出生的团派代表人物，當時67歲的李克強和汪洋都沒有連任中央委員，无缘角逐次日公布的中央政治局委员名单。不過同樣1955年出生的王滬寧、蔡奇、何立峰、王勇皆得以連任，年紀更大的習近平、王毅、張又俠也繼續連任。

## 反应

### 中国官方
新华社使用其英文推特账号表示胡錦濤離場是因為「身體不適」（原文为"not feeling well"），但在中国大陆境内与其他中国大陆媒体则对此没有任何正式报道。
由于严格的审查制度，胡锦涛的名字受到了网络搜索的严格审查，甚至间接评论也受到审查。中国大陆社交媒体上几乎没有直接讨论这起事件的内容。新浪微博全面封杀胡锦涛与其子、时任丽水市委书记胡海峰（中共二十大代表）的相关讨论。

### 外界评论
美国有线电视新闻网认为胡锦涛是不情愿地离场。《外交政策》发文称“2013年左右，中國觀察家拿『胡錦濤領導下的自由主義黃金時代』開玩笑。在當時这种描述似乎是荒謬的。在接下來的十年裡，这變得不再是一個笑話。”
美国《外交政策》杂志副主编詹姆斯·帕尔默将这一事件解读为政治性的，暗示习近平可能有意“故意公开羞辱他的前任”。习近平谈到自己执政之前“党的领导弱化、虚化、淡化、边缘化问题”。习近平代表中共第十九届中央委员会所作的报告，在二十大期间经各代表团和列席人员讨论反馈作出修改之后，于10月22日在闭幕会上经举手表决通过，但胡锦涛因已离场，并未参加举手表决。10月25日，新华社受权发布的报告全文中，有一段话批评了“一系列长期积累及新出现的突出矛盾和问题”：
|          | 十年前，我们面对的形势是，改革开放和社会主义现代化建设取得巨大成就，党的建设新的伟大工程取得显著成效，为我们继续前进奠定了坚实基础、创造了良好条件、提供了重要保障，同时一系列长期积累及新出现的突出矛盾和问题亟待解决。党内存在不少对坚持党的领导认识模糊、行动乏力问题，存在不少落实党的领导弱化、虚化、淡化问题，有些党员、干部政治信仰发生动摇，一些地方和部门形式主义、官僚主义、享乐主义和奢靡之风屡禁不止，特权思想和特权现象较为严重，一些贪腐问题触目惊心；经济结构性体制性矛盾突出，发展不平衡、不协调、不可持续，传统发展模式难以为继，一些深层次体制机制问题和利益固化藩篱日益显现；一些人对中国特色社会主义政治制度自信不足，有法不依、执法不严等问题严重存在；拜金主义、享乐主义、极端个人主义和历史虚无主义等错误思潮不时出现，网络舆论乱象丛生，严重影响人们思想和社会舆论环境；民生保障存在不少薄弱环节；资源环境约束趋紧、环境污染等问题突出；维护国家安全制度不完善、应对各种重大风险能力不强，国防和军队现代化存在不少短板弱项；香港、澳门落实“一国两制”的体制机制不健全；国家安全受到严峻挑战，等等。当时，党内和社会上不少人对党和国家前途忧心忡忡。面对这些影响党长期执政、国家长治久安、人民幸福安康的突出矛盾和问题，党中央审时度势、果敢抉择，锐意进取、攻坚克难，团结带领全党全军全国各族人民撸起袖子加油干、风雨无阻向前行，义无反顾进行具有许多新的历史特点的伟大斗争。 |
| ——习近平 | |

与报告全文不同的是，习近平在二十大开幕会上作两小时口头报告讲到这一时期的矛盾和问题时，只用了一句话概括，没有上面这段详细论述。在报告全文公布之前，新加坡管理大学教授高树超曾对法新社表示，胡锦涛离场事件应当与此报告习近平对胡时代的尖锐批评放在一起看。
此外，根据美联社记者描述，胡锦涛离场时刻为11时19分；而根据新华社报道，11时9分，习近平已宣布第二十届中央委员会和中央纪律检查委员会通过选举产生。
香港记者、香港中文大学客座教授林和立在法新社的报道中表示，胡锦涛可能是对中央委员会的人员构成不满，并与习近平发生了冲突。
《纽约时报》记者Chang Che认为，就像中国政治中的许多其他事情一样，真相可能永远不会被揭露。
旅美的中國作家方舟子推斷，胡錦濤原本想翻閱的可能是大会关于《中国共产党章程（修正案）》的决议，習想阻止胡對党章修正案發表不同意見，才命人架其離場。
政论人士周晓辉认为：「就某项举手表决时，胡已不在座位上。因此，胡被迫离场的最可能原因大概是，如果其投『反对』或『弃权』，会让打破规矩、谋求连任的习十分尴尬。」
美国之音和法国国际广播电台认为胡的离场是习近平对上一代领导人的“彻底羞辱”，是中共二十大留给世界最有记忆力的惊悚画面。
法国汉学家侯芷明对法国国际广播电台表示胡锦涛被赶走的方式让人想到黑社会，并称习近平剥夺了中国人的面子。
曾长期任职于朝日新闻社的记者在《夕刊富士》发表关于此事的系列文章。其中11月4日的一篇引用匿名美国政府官员的说法，称胡錦濤在二十大閉幕日上午得知政治局委員從25人減少至24人，减少的一人为胡春華；此文还引用匿名台湾政治专家的唇语分析，称当时栗战书曾对胡锦涛说：“别看了，都决定了”。
旅美政论家陳破空则不同意峰村健司的说法，他在自由亚洲电台发表系列评论，认为胡锦涛质疑或要求核对的是李克强和汪洋是否在中央委员会名单上，“胡春华说”和唇语分析都是“习派的障眼法”。
德国总理奥拉夫·朔尔茨访华前夕，德国基督教民主联盟党魁弗雷德里希·梅尔茨要求朔爾茨來到中國後應與胡锦涛会面。
曾經擔任中國共青團第一書記，59歲的國務院副總理胡春華在中共二十屆一中全會上沒有入選新一屆中央政治局委員，被外媒視為對前領導人胡錦濤團派勢力的徹底清洗。除习近平本人破例三连任外，被外媒认为是习近平亲信的李强、蔡奇、丁薛祥等在中央政治局、中央政治局常委、中央书记处中占据绝对优势，被舆论认为是中华人民共和国历史上的重大转折点。

## 后续
23日下午，习近平、李克强、栗战书、汪洋等领导人会见了二十大参会人员，曾出席开幕会和闭幕会的大会主席团常务委员会成员中，胡锦涛和李瑞环缺席。
10月26日，丽水市政府门户网站发布消息，丽水市召开市委常委会会议和全市领导干部会议，市委书记胡海峰在会议上传达二十大精神并讲话。
10月底，中共中央组织部前干部阎淮公開致信習近平，要求其就胡锦涛被带离事件進行说明。
12月5日，习近平等党和国家领导人到中国人民解放军总医院为江泽民送别，胡锦涛也一同到场参与，这是胡锦涛在中共二十大后首次公开露面。

## 參见
- 团派
- 对习近平的争议

### 内文引注
1. ↑  'Li Zhanshu, chair of the national legislature’s Standing Committee, is seen taking the documents out of Hu’s hands, and sliding them away from him.' 'As Li and Hu discuss the papers, Xi leans back and appears to gesture for assistance.'[8]
2. ↑  'Xi Jinping looks over at the interaction, then away, and motions to an attendant' 'Hu Jintao repeatedly reaches for the folder, as Li Zhanshu gently lifts the former leader's hand off the folder and moves it away.'[15]
3. ↑  'Li Zhanshu, the party’s now outgoing No. 3 official, quickly intervenes, covering it with a red folder. He later slides the document away, speaking into Mr. Hu’s ear.'[7]
4. ↑  'He takes a set of papers from the former leader's hand and arranges it, before placing it back on the table, while leaning in to speak with Mr Hu.' 'Mr Li is then seen sliding the stack of papers away from 79-year-old Mr Hu while saying something to him, as the former leader looks ahead.'[13]
5. ↑  'Xi Jinping speaks to him for almost 20 seconds, pointing at Hu Jintao and motioning toward the red file. '[15]
6. ↑  'An aide then comes over to Mr. Xi, who addresses him and taps a piece of paper.'[7]
7. ↑  'continuación, aparece un bedel del Gran Palacio del Pueblo, a quien Xi Jinping da otra orden con gestos contundentes.'[12]
8. ↑  'Mr Xi seems to explain something to the staff member while gesturing at the paper in front of him on the table. The staff nods.'[13]
9. ↑  'It seems like Hu doesn’t want to leave'[8]
10. ↑  'A seated Xi was filmed holding papers down on the desk as Hu tried to grab them.'[5]
11. ↑  'Video footage published by AFP showed a steward repeatedly trying to lift Hu from his seat, drawing concerned looks from officials seated nearby. Hu then put his hand on a sheet of paper placed on Xi's folder but Xi quickly put his hand on the sheet.' 'Looking distressed, Hu appeared to resist leaving as the stewards escorted him out, turning back to his seat at one point.'[4]
12. ↑  'It seems like Hu doesn’t want to leave, resisting as the aide pulls on his arm.'[8]
13. ↑  'The bodyguard, who has picked up the red folder and Hu Jintao's glasses, puts his hand underneath the former leader's arm and begins to lift him out of the chair' 'For almost a minute, Hu Jintao appears to resist the bodyguard's tugs and attempts to return to his seat.'[15]
14. ↑  'The staff member then supports Mr Hu's arm and appears to try and lift him out of his chair.' 'Mr Hu appears to turn back to his seat...'[13]
15. ↑  'China's top legislator Li Zhanshu, seated to Hu's right, gave the former president's folder to a steward, wiping his own head with a cloth after Hu finally stood up.'[4]
16. ↑  'Mr Hu ... at one point reaches for the documents in the staff’s hand, even as attempts are made to usher him along.'[13]
17. ↑  ' On his way out, he exchanged words with Xi and patted Premier Li Keqiang, seated to the right of Xi, on the shoulder.'[4]
18. ↑  'Finally, Hu starts heading to the exit, saying something to Xi and tapping Premier Li Keqiang on the shoulder.'[8]
19. ↑  'As the two aides begin guiding Mr. Hu away from his seat, the older leader stops to say something to Mr. Xi.' 'As the two aides begin guiding Mr. Hu away from his seat, the older leader stops to say something to Mr. Xi.' 'Mr. Hu then pats Li Keqiang, China’s premier, on the shoulder.'[7]
20. ↑  'Eventually, Mr Hu starts to walk towards the stage exit, while being supported by the member of staff.'[13]

### 新闻报导
1. ↑  . RFI - 法国国际广播电台. 2024-02-22  [2025-07-06] （中文（简体））.
2. ↑  . 联合早报.   [2022-10-22]. （原始内容存档于2022-10-22） （中文（简体））.
3. ↑  . 有线电视新闻网.   [2022-10-24]. （原始内容存档于2022-10-23） （英语）.
4. 1 2 3 4 5  . 路透社. 2022-10-22  [2022-10-22]. （原始内容存档于2022-10-22） （英语）.
5. 1 2  Chen, Laurie. . 日本时报. 2022-10-22  [2022-10-22]. （原始内容存档于2022-10-22） （英语）.
6. ↑  Stephen McDonell. . 英国广播公司. 2022-10-22  [2022-10-31]. （原始内容存档于2022-10-22） （英语）.
7. 1 2 3 4 5  Agnes Chang; Vivian Wang; Isabelle Qian; Ang Li. . 纽约时报. 2022-10-27  [2022-10-31]. （原始内容存档于2022-12-09） （英语）.
8. 1 2 3 4 5 6 7  . 彭博新闻社. 2022-10-27  [2022-10-31]. （原始内容存档于2022-10-28） （英语）.
9. ↑  中泽克二. . 日经亚洲评论. 2022-10-27  [2022-10-31]. （原始内容存档于2022-12-06） （英语）.
10. ↑  Helen Davidson. . 卫报. 2022-10-28  [2022-10-31]. （原始内容存档于2022-12-06） （英语）.
11. ↑  . 有线电视新闻网. 2022-10-28  [2022-10-31]. （原始内容存档于2022-12-08） （英语）.
12. 1 2  Pablo M. Díez. . 阿贝赛报. 2022-10-22  [2022-10-23]. （原始内容存档于2022-10-23） （西班牙语）.
13. 1 2 3 4 5 6  Olivia Siong. . 亚洲新闻台. 2022-10-25  [2022-10-25]. （原始内容存档于2022-10-27） （英语）.
14. ↑  . Ruptly. 2022-11-16  [2022-11-18]. （原始内容存档于2022-11-18） （英语）.
15. 1 2 3 4 5  . 华尔街日报. 2022-10-27  [2022-10-27]. （原始内容存档于2022-11-08）.
16. ↑  Lintao Zhang. . 盖帝图像. 2022-10-22  [2022-10-30]. （原始内容存档于2022-10-30） （英语）.
17. ↑  Bloomberg. . 盖帝图像. 2022-10-22  [2024-09-14]. （原始内容存档于2024-09-14） （英语）.
18. ↑  Kevin Frayer. . 盖帝图像. 2022-10-22  [2022-10-30]. （原始内容存档于2022-10-31） （英语）.
19. ↑  . 新华社. 2022-10-22  [2022-10-30]. （原始内容存档于2022-12-08）.
20. ↑  . Radio Free Asia.   [2022-10-24]. （原始内容存档于2022-10-27） （中文（香港））.
21. 1 2  Dake Kang (姜大翼) [@dakekang].  (推文). 2022-10-22  [2022-10-23] –Twitter （英语）.
22. ↑  . 壹蘋新聞網. 2022-10-23  [2023-01-16]. （原始内容存档于2023-06-30）.
23. 1 2  Danson Cheong. . 海峡时报. 2022-10-22  [2022-10-25]. （原始内容存档于2022-10-27） （英语）.
24. ↑  . 法新社. 2022-10-22  [2022-10-23]. （原始内容存档于2022-10-27） （英语）.
25. 1 2  Dake Kang (姜大翼) [@dakekang].  (推文). 2022-10-22  [2022-10-23] –Twitter （英语）.
26. ↑  . 盖帝图像. 2022-10-22  [2022-10-30]. （原始内容存档于2022-10-30） （英语）.
27. ↑  Wen, Teng Yu. . 马来西亚诗华日报新闻网. 2022-10-23  [2022-10-24]. （原始内容存档于2022-10-27） （中文（中国大陆））.
28. ↑  . 自由時報. 2022-10-24. （原始内容存档于2022-11-03）.
29. ↑  Kevin Frayer. . 盖帝图像. 2022-10-22  [2022-11-23]. （原始内容存档于2022-11-23） （英语）.
30. ↑  Kevin Frayer. . 盖帝图像. 2022-10-22  [2022-11-23]. （原始内容存档于2022-11-23） （英语）.
31. ↑  . Radio Television Hong Kong. 2022-10-22  [2022-10-22]. 原始内容存档于2022-10-22 （中文）.
32. ↑  李, 宗芳. . 中天新聞台. 2022-10-22  [2022-10-22]. 原始内容存档于2022-12-04.
33. ↑  . 東方日報 (香港). 2022-10-22  [2022-10-22]. 原始内容存档于2022-10-22 （中文）.
34. ↑  . www.gov.cn. 2022-10-22  [2022-10-22]. 原始内容存档于2022-10-22.
35. ↑  . cpc.people.com.cn. 2022-10-22  [2022-10-22]. 原始内容存档于2022-11-03.
36. ↑  Cheng, Evelyn. . CNBC.   [2022-10-22]. （原始内容存档于2022-11-16） （英语）.
37. ↑  . 美國之音. 2022-10-22  [2022-11-15]. （原始内容存档于2022-11-05） （中文（简体））.
38. ↑  . www.aljazeera.com.   [2022-10-24]. （原始内容存档于2022-10-27） （英语）.
39. ↑  . Twitter.   [2022-10-23]. （原始内容存档于2022-12-08）.
40. ↑  . 新頭殼newtalk. 2022-10-23. （原始内容存档于2022-10-23）.
41. ↑  . BBC News 中文. 2022-10-22  [2022-10-22]. （原始内容存档于2022-11-30） （中文（繁體））.
42. ↑  .   [2022-10-25]. （原始内容存档于2022-10-27）.
43. ↑  Boyd, Alexander. . China Digital Times (CDT). 2022-10-26  [2022-10-26]. （原始内容存档于2022-12-08） （美国英语）.
44. ↑  . 中國報 China Press. 2022-10-23  [2022-10-25]. （原始内容存档于2022-10-23） （美国英语）.
45. ↑  自由時報電子報. . 自由時報電子報. 2022-10-23  [2022-10-25]. （原始内容存档于2022-10-23） （中文（臺灣））.
46. ↑  Jiang, Simone McCarthy,Yong Xiong,Steven. . CNN. 2022-10-22  [2022-10-22]. （原始内容存档于2022-10-22） （英语）.
47. ↑  Palmer, James. . Foreign Policy.   [2022-11-11]. （原始内容存档于2022-10-22） （美国英语）.
48. 1 2  Palmer, James. . Foreign Policy. 2022-10-22  [2022-10-22]. 原始内容存档于2022-11-12.
49. ↑  . dangjian.people.com.cn.   [2022-10-22]. （原始内容存档于2022-10-11）.
50. ↑  . www.gov.cn.   [2022-10-22]. （原始内容存档于2021-11-17）.
51. ↑  张旭东、丁小溪. . 新华社. 2022-10-25  [2022-10-27]. （原始内容存档于2022-10-27）.
52. 1 2  . 新华社. 2022-10-22  [2022-10-26]. （原始内容存档于2022-10-29）.
53. ↑  . 德国之声中文网. 2022-10-23  [2022-10-26]. （原始内容存档于2022-12-27）.
54. ↑  习近平. . 新华社.   [2022-10-26]. （原始内容存档于2022-12-08）.
55. 1 2  . 新华网. 2022-10-17  [2022-10-26]. （原始内容存档于2022-10-16）.
56. ↑  . 联合早报.   [2022-10-27]. （原始内容存档于2022-12-05）.
57. 1 2  . 法新社 (法国国际广播电台网站). 2022-10-23  [2022-10-26]. （原始内容存档于2022-10-31） （英语）.
58. ↑  Chang Che. . 纽约时报中文网. 2022-10-23  [2022-11-19]. （原始内容存档于2022-12-07）.
59. ↑  .   [2022-10-29]. （原始内容存档于2022-10-30） （英语）.
60. ↑  . 大纪元 www.epochtimes.com. 2022-10-23  [2022-10-29]. （原始内容存档于2022-11-04） （中文（简体））.
61. ↑  . 美国之音.   [2022-10-27]. （原始内容存档于2022-10-27） （中文）.
62. ↑  . RFI - 法国国际广播电台. 2022-10-27  [2022-10-27]. （原始内容存档于2022-10-30） （中文（简体））.
63. ↑  . 法国国际广播电台中文网. 2022-10-26  [2022-10-26]. （原始内容存档于2022-11-09） （中文（简体））.
64. ↑  . 法国国际广播电台中文网. 2022-10-26  [2022-10-26]. （原始内容存档于2022-10-28） （中文（简体））.
65. ↑  矢野将史. . 夕刊富士网站. 2022-11-07  [2022-11-13]. （原始内容存档于2022-11-22） （日语）.
66. ↑  夕刊富士编辑部 [@yukanfuji_hodo].  (推文). 2022-11-04  [2022-11-13] –Twitter （日语）.
67. ↑  峯村健司. . 夕刊富士. 2022-11-04  [2022-11-11]. （原始内容存档于2022-11-20） （日语）.
68. ↑  Feng, John. . 新闻周刊. 2022-11-10  [2022-11-11]. （原始内容存档于2022-12-08） （英语）.
69. ↑  .   [2022-11-19]. （原始内容存档于2022-11-23） （cn）.
70. ↑  .   [2022-11-19]. （原始内容存档于2022-11-23） （cn）.
71. ↑  .   [2022-11-15]. （原始内容存档于2022-11-12）.
72. ↑  . 中央社 CNA. 2022-10-23  [2022-11-15]. （原始内容存档于2022-12-01） （中文（繁體））.
73. ↑  賴錦宏. . 世界新聞網. 2022-10-23  [2022-11-15]. （原始内容存档于2022-10-23）.
74. ↑  . 新华社. 2022-10-23  [2022-10-25]. （原始内容存档于2022-10-27） （英语）.
75. ↑  . 丽水市政府门户网站. 2022-10-26  [2022-10-26]. （原始内容存档于2022-10-28）.
76. ↑  .   [2022-11-15]. （原始内容存档于2022-11-02）.
77. ↑  . 新华社. 2022-12-05  [2022-12-05]. （原始内容存档于2022-12-07）.